# Kanton Argenteuil-Nord
Kanton Argenteuil-Nord (fr. Canton d'Argenteuil-Nord) byl francouzský kanton v departementu Val-d'Oise v regionu Île-de-France. Tvořila ho pouze severní část města Argenteuil. Zrušen byl po reformě kantonů 2014.